# Triglochin linearis
Triglochin linearis là một loài thực vật có hoa trong họ Juncaginaceae. Loài này được Endl. miêu tả khoa học đầu tiên năm 1846.